# Эффект Доплера

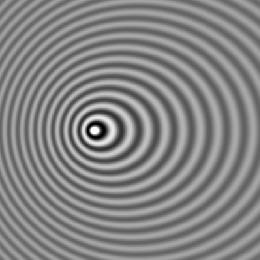
Источник волн перемещается влево. Тогда слева частота волн становится выше (больше), а справа — ниже (меньше). Другими словами, если источник волн догоняет испускаемые им волны, то длина волны уменьшается. Если удаляется — длина волны увеличивается.

Эффе́кт До́плера — изменение частоты и, соответственно, длины волны излучения, воспринимаемое наблюдателем (приёмником), вследствие движения источника излучения относительно наблюдателя (приёмника). Эффект назван в честь австрийского физика Кристиана Доплера.
Причина эффекта Доплера заключается в том, что, когда источник волн движется в направлении наблюдателя, каждый последующий гребень волны выходит из положения, более близкого к наблюдателю, чем гребень предыдущей волны. Таким образом, каждой последующей волне необходимо немного меньше времени, чтобы добраться до наблюдателя, чем предыдущей волне. Следовательно, время между приходом последовательных гребней волн на наблюдателя сокращается, вызывая увеличение частоты.

## История открытия
Исходя из собственных наблюдений за волнами на воде, Доплер предположил, что подобные явления происходят в воздухе с другими волнами. На основании волновой теории он в 1842 году вывел, что приближение источника света к наблюдателю увеличивает наблюдаемую частоту, отдаление уменьшает её (статья «О цветном свете двойных звезд и некоторых других звезд на небесах»). Доплер теоретически обосновал зависимость частоты звуковых и световых колебаний, воспринимаемых наблюдателем, от скорости и направления движения источника волн и наблюдателя относительно друг друга. Это явление впоследствии было названо его именем.
Доплер использовал этот принцип в астрономии и провёл параллель между акустическим и оптическим явлениями. Он полагал, что все звёзды излучают белый свет, однако цвет меняется из-за их движения к или от Земли (этот эффект для рассматриваемых Доплером двойных звёзд очень мал). Хотя изменения в цвете невозможно было наблюдать с оборудованием того времени, теория о звуке была проверена уже в 1845 году. Только открытие спектрального анализа дало возможность экспериментальной проверки эффекта в оптике.

### Критика публикации Доплера
Главным основанием для критики являлось то, что статья не имела экспериментальных подтверждений и была исключительно теоретической. Хотя общее объяснение его теории и вспомогательные иллюстрации, которые он привел для звука, и были верны, объяснения и девять поддерживающих аргументов об изменении цвета звёзд верны не были. Ошибка произошла из-за заблуждения, что все звёзды излучают белый свет, и Доплер, видимо, не знал об открытиях инфракрасного (У. Гершель, 1800 год) и ультрафиолетового излучения (И. Риттер, 1801 год).
Хотя к 1850 году эффект Доплера был подтверждён экспериментально для звука, его теоретическая основа вызвала острые дебаты, которые спровоцировал Йозеф Пецваль. Основные возражения Пецваля были основаны на преувеличении роли высшей математики. Он ответил на теорию Доплера своей работой «Об основных принципах волнового движения: закон сохранения длины волны», представленной на встрече Академии Наук 15 января 1852 года. В ней он утверждал, что теория не может представлять ценности, если она опубликована всего на 8 страницах и использует только простые уравнения. В своих возражениях Пецваль смешал два абсолютно разных случая движения наблюдателя и источника и движения среды. В последнем случае, согласно теории Доплера, частота не меняется (с другой стороны, фаза при движении среды смещается из-за «сноса» звуковой волны вместе со средой, или анизотропности скорости звука в движущейся среде относительно неподвижного наблюдателя).

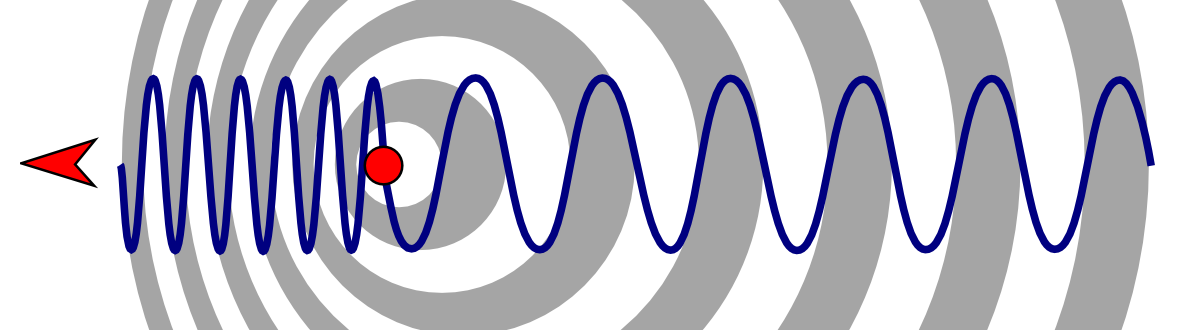
Эффект Доплера

### Экспериментальная проверка
В 1845 году голландский метеоролог из Утрехта Христофор Хенрик Дидерик Бёйс-Баллот подтвердил эффект Доплера для звука на железной дороге между Утрехтом и Амстердамом. Локомотив, достигший невероятной на то время скорости 40 миль в час (64 км/ч), тянул открытый вагон с группой трубачей. Баллот слушал изменения тона во время движения вагона при приближении и удалении. В тот же год Доплер провел эксперимент, используя две группы трубачей, одна из которых двигалась от станции, а вторая оставалась неподвижной. Он подтвердил, что когда оркестры играют одну ноту, они находятся в диссонансе. В 1846 году он опубликовал пересмотренную версию своей теории, в которой он рассматривал как движение источника, так и движение наблюдателя. Позднее в 1848 году французский физик Арман Физо обобщил работы Доплера, распространив его теорию и на свет (рассчитал смещение линий в спектрах небесных светил). В 1860 году Эрнст Мах предсказал, что линии поглощения в спектрах звёзд, связанные с самой звездой, должны обнаруживать эффект Доплера; также в этих спектрах существуют линии поглощения земного происхождения, не обнаруживающие эффект Доплера. Первое соответствующее наблюдение удалось провести в 1868 году Уильяму Хаггинсу.
Прямое подтверждение формул Доплера для световых волн было получено Г. Фогелем в 1871 году путём сравнения положений линий Фраунгофера в спектрах, полученных от противоположных краёв солнечного экватора. Относительная скорость краёв, рассчитанная по значениям измеренных Г. Фогелем спектральных интервалов, оказалась близка к скорости, рассчитанной по смещению солнечных пятен.

Анимация, иллюстрирующая, как эффект Доплера заставляет двигатель автомобиля или сирену звучать выше по высоте, когда он приближается, чем когда он отступает. Розовые круги представляют звуковые волны.

## Сущность явления
Эффект Доплера легко наблюдать на практике, когда мимо наблюдателя проезжает машина с включённой сиреной. Предположим, сирена выдаёт какой-то определённый тон, и он не меняется. Когда машина не движется относительно наблюдателя, он слышит именно тот тон, который издаёт сирена. Но если машина будет приближаться к наблюдателю, то частота звуковых волн увеличится, и наблюдатель услышит более высокий тон, чем издаёт сирена. В тот момент, когда машина будет проезжать мимо наблюдателя, он услышит тот самый тон, который издаёт сирена. А когда машина проедет дальше и будет уже отдаляться, а не приближаться, то наблюдатель услышит более низкий тон, вследствие меньшей частоты звуковых волн.
Для волн (например, звука), распространяющихся в какой-либо среде, нужно принимать во внимание движение как источника, так и приёмника волн относительно этой среды. Для электромагнитных волн (например, света), для распространения которых не нужна никакая среда, в вакууме имеет значение только относительное движение источника и приёмника.
В случае, когда в среде движется заряженная частица с релятивистской скоростью, в лабораторной системе регистрируется черенковское излучение, имеющее непосредственное отношение к эффекту Доплера.

## Математическое описание явления
Если источник волн движется относительно среды, то расстояние между гребнями волн (длина волны λ) зависит от скорости и направления движения. Если источник движется по направлению к приёмнику, то есть догоняет испускаемую им волну, то длина волны уменьшается, если удаляется — длина волны увеличивается:
| {\displaystyle \lambda ={\frac {2\pi \left({c-v}\right)}{\omega _{0}}},} |

где {\displaystyle \omega _{0}} — угловая частота, с которой источник испускает волны,
{\displaystyle c} — скорость распространения волн в среде,
{\displaystyle v} — скорость источника волн относительно среды (положительная, если источник приближается к приёмнику, и отрицательная, если удаляется).
Частота, регистрируемая неподвижным приёмником:
| {\displaystyle \omega =2\pi {\frac {c}{\lambda }}=\omega _{0}{\frac {1}{\left(1-{\frac {v}{c}}\right)}}.} | (1) |

Аналогично, если приёмник движется навстречу волнам, он регистрирует их гребни чаще, и наоборот. Для неподвижного источника и движущегося приёмника
| {\displaystyle \omega =\omega _{0}\left(1+{\frac {u}{c}}\right),} | (2) |

где {\displaystyle u} — скорость приёмника относительно среды (положительная, если он движется по направлению к источнику).
Подставив вместо {\displaystyle \omega _{0}} в формуле (2) значение частоты {\displaystyle \omega } из формулы (1), получим формулу для общего случая:
| {\displaystyle \omega =\omega _{0}{\frac {\left(1+{\frac {u}{c}}\right)}{\left(1-{\frac {v}{c}}\right)}}.} | (3) |

## Релятивистский эффект Доплера
В случае распространения электромагнитных волн (или других безмассовых частиц) в вакууме формулу для частоты выводят из уравнений специальной теории относительности. Так как для распространения электромагнитных волн не требуется материальная среда, можно рассматривать только относительную скорость источника и наблюдателя
| {\displaystyle \omega =\omega _{0}\cdot {\frac {\sqrt {1-{\frac {v^{2}}{c^{2}}}}}{1-{\frac {v}{c}}\cdot \cos \theta }},} |

где
{\displaystyle c} — скорость света, {\displaystyle v} — скорость источника относительно приёмника (наблюдателя), {\displaystyle \theta } — угол между направлением на приёмник и вектором скорости в системе отсчёта приёмника. Если источник радиально удаляется от наблюдателя, то {\displaystyle \theta =\pi }, если приближается, то {\displaystyle \theta =0}. Если пренебречь малыми по v/c второго порядка, то релятивистская формула сводится к классическому эффекту Доплера.
Релятивистский эффект Доплера обусловлен двумя причинами:
- классический аналог изменения частоты при относительном движении источника и приёмника;
- релятивистское замедление времени.

Последний фактор приводит к поперечному эффекту Доплера, когда угол между волновым вектором и скоростью источника равен {\displaystyle \theta ={\frac {\pi }{2}}}. В этом случае изменение частоты является чисто релятивистским эффектом, не имеющим классического аналога.

## Инверсный эффект Доплера
В 1967 г. Виктор Веселаго теоретически предсказал возможность обратного эффекта Доплера в среде с отрицательным коэффициентом преломления. В таких средах возникает доплеровский сдвиг, который имеет знак, противоположный обычному доплеровскому смещению частоты. Первый эксперимент, который позволил обнаружить этот эффект, был проведен Найджелом Седдоном и Тревором Беарпарком в Бристоле (Великобритания) в 2003 году на основе нелинейной линии передачи. Позднее обратный эффект Доплера наблюдался в более широком классе метаматериалов.

## Наблюдение эффекта Доплера

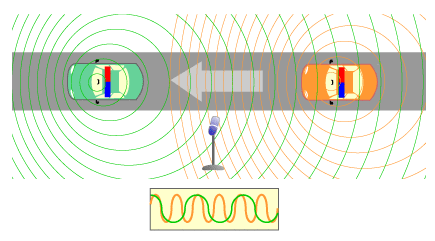
Не меняющий своего местоположения микрофон записывает звук, издаваемый сиренами двух движущихся влево полицейских машин. Снизу можно видеть частоту каждого из двух звуков, принимаемую микрофоном.

Поскольку явление характерно для любых волн и потоков частиц, то его очень легко наблюдать для звука. Частота звуковых колебаний воспринимается на слух как высота звука. Надо дождаться ситуации, когда быстро движущийся автомобиль или поезд будет проезжать мимо вас, издавая звук, например, сирену или просто звуковой сигнал. Вы услышите, что когда автомобиль будет приближаться к вам, высота звука будет выше; потом, когда автомобиль поравняется с вами, резко понизится и далее, при удалении, автомобиль будет сигналить на более низкой ноте.

## Применение
Эффект Доплера является неотъемлемой частью современных теорий о начале Вселенной (Большом взрыве и красном смещении). Принцип получил многочисленные применения в астрономии для измерений скоростей движения звёзд вдоль луча зрения (приближения или удаления от наблюдателя) и их вращения вокруг оси, параметров вращения планет, колец Сатурна (что позволило уточнить их структуру), турбулентных потоков в солнечной фотосфере, траекторий спутников, контроля за термоядерными реакциями, а затем и в самых разнообразных областях физики и техники (при прогнозе погоды, в воздушной навигации и радарах, используемых ГИБДД). Широкое применение эффект Доплера получил в современной медицине: на нём основано множество приборов ультразвуковой диагностики. Основные области применения:
- Доплеровский радар — радар, измеряющий изменение частоты сигнала, отражённого от объекта. По изменению частоты вычисляется радиальная составляющая скорости объекта (проекция скорости на прямую, проходящую через объект и радар). Доплеровские радары могут применяться в самых разных областях: для определения скорости летательных аппаратов, кораблей, автомобилей, гидрометеоров (например, облаков), морских и речных течений, а также других объектов.

- Астрономия:

Доказательство вращения Земли вокруг Солнца с помощью эффекта Доплера.

  - По смещению линий спектра определяют радиальную скорость движения звёзд, галактик и других небесных тел (в астрономии принято называть радиальную скорость небесных светил лучевой скоростью). Изменение длин волн световых колебаний приводит к тому, что все спектральные линии в спектре источника смещаются в сторону длинных волн, если лучевая скорость его направлена от наблюдателя (красное смещение), и в сторону коротких, если направление лучевой скорости — к наблюдателю (фиолетовое смещение). Если скорость источника мала по сравнению со скоростью света (~300 000 км/с), то в нерелятивистском приближении лучевая скорость равна скорости света, умноженной на изменение длины волны любой спектральной линии и делённой на длину волны этой же линии в неподвижном источнике.
  - По увеличению ширины линий спектра можно измерить температуру фотосферы звёзд. Уширение линий при повышении температуры обусловлено увеличением скорости хаотического теплового движения излучающих или поглощающих атомов в газе.
- Бесконтактное измерение скорости потока жидкости или газа. С помощью эффекта Доплера измеряют скорость потока жидкостей и газов. Преимущество этого метода заключается в том, что не требуется помещать датчики непосредственно в поток. Скорость определяется по рассеянию волн ультразвука или оптического излучения (Оптические расходомеры) на неоднородностях среды (частицах взвеси, каплях жидкости, не смешивающихся с основным потоком, пузырьках газа в жидкости).Красное смещение спектральных линий поглощения в спектре удаляющейся звезды сходного с Солнцем спектрального класса. Для сравнения слева показан спектр Солнца.

Красное смещение спектральных линий поглощения в спектре удаляющейся звезды сходного с Солнцем спектрального класса. Для сравнения слева показан спектр Солнца.

- Охранные сигнализации. Для обнаружения движущихся объектов.
- Определение координат. В спутниковой системе Коспас-Сарсат координаты аварийного передатчика на земле определяются спутником по принятому от него радиосигналу, используя эффект Доплера.
- Системы глобального позиционирования GPS и ГЛОНАСС.

## Искусство и культура
- В научно-фантастической литературе часто упоминается при совершении полётов космических кораблей (звездолётов).
- В 6-й серии 1-го сезона американского комедийного телесериала «Теория Большого взрыва» доктор Шелдон Купер идёт на Хэллоуин, для которого надел костюм, иллюстрирующий эффект Доплера. Однако все присутствующие (кроме друзей) думают, что он — зебра.
- У исполнителя The Algorithm[англ.] есть альбом The Doppler Effect.
- В начале клипа на песню «DNA» корейской музыкальной группы Bangtan Boys всплывает формула эффекта Доплера, в то время как сама сцена представляет собой его упрощенную иллюстрацию. Это не что иное, как шутка над фанатами, которые постоянно строят теории относительно музыкальных видео группы.